# Cabília

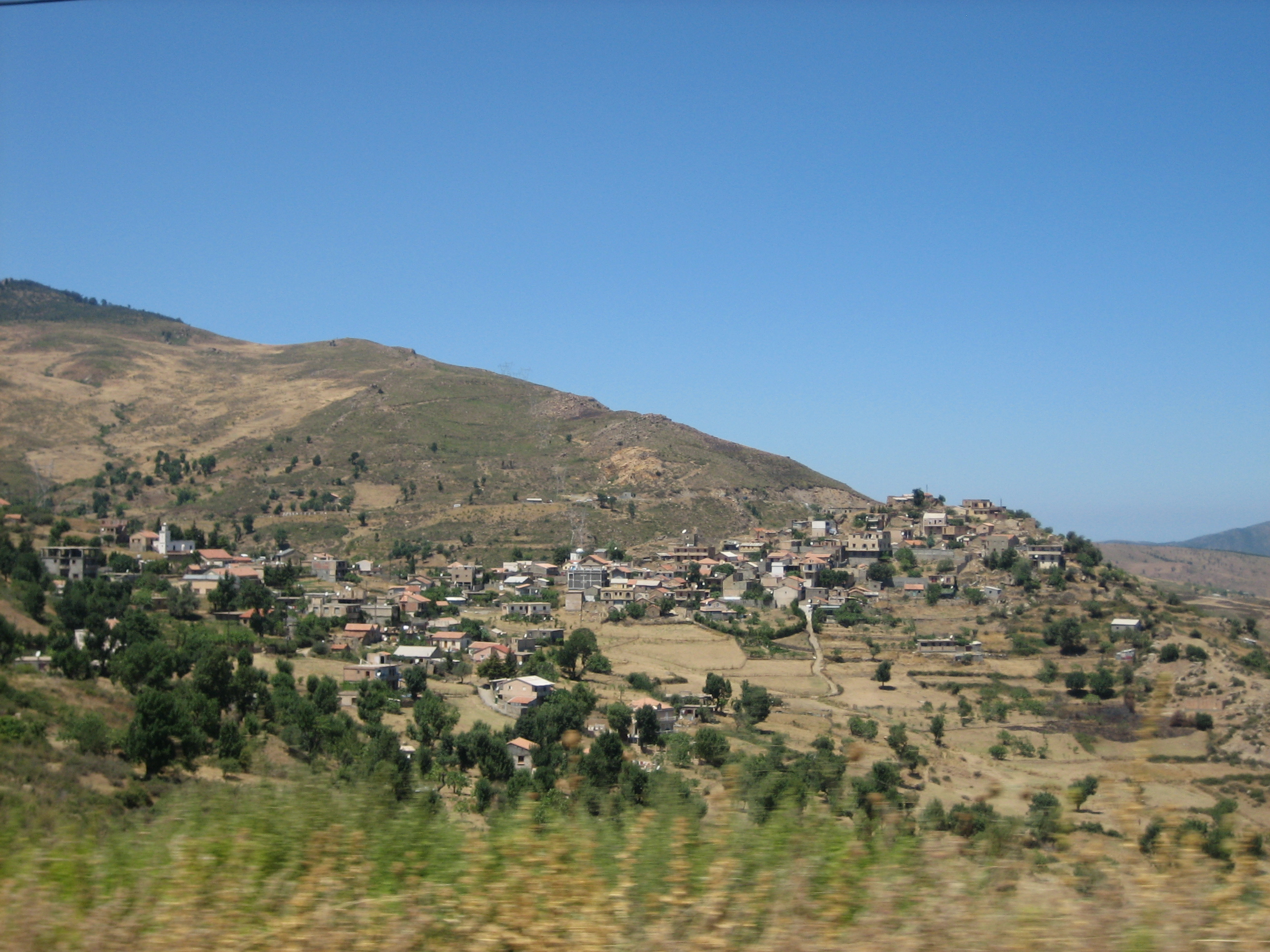
Paisatge de la Cabília

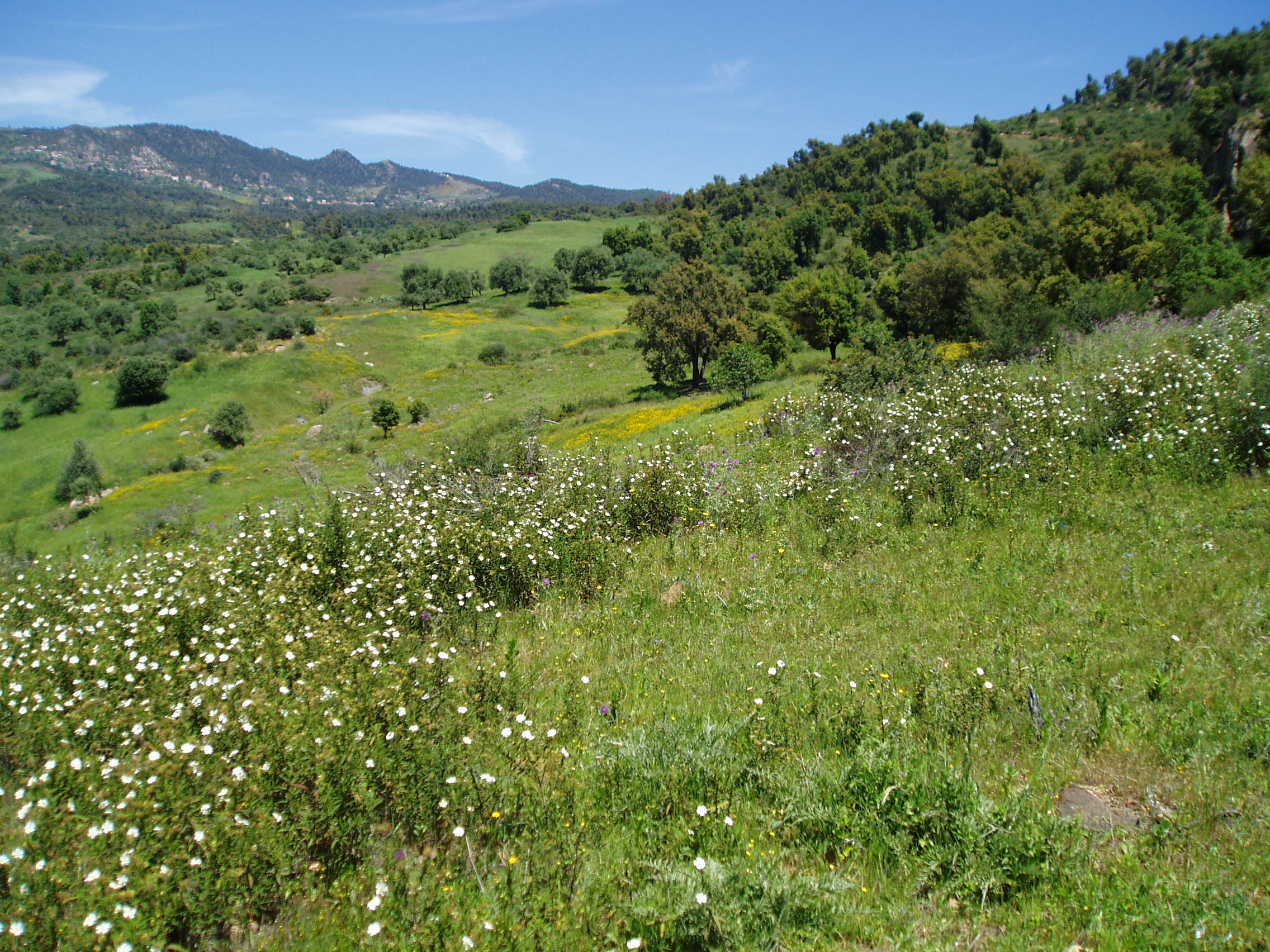
Paisatge de la Cabília

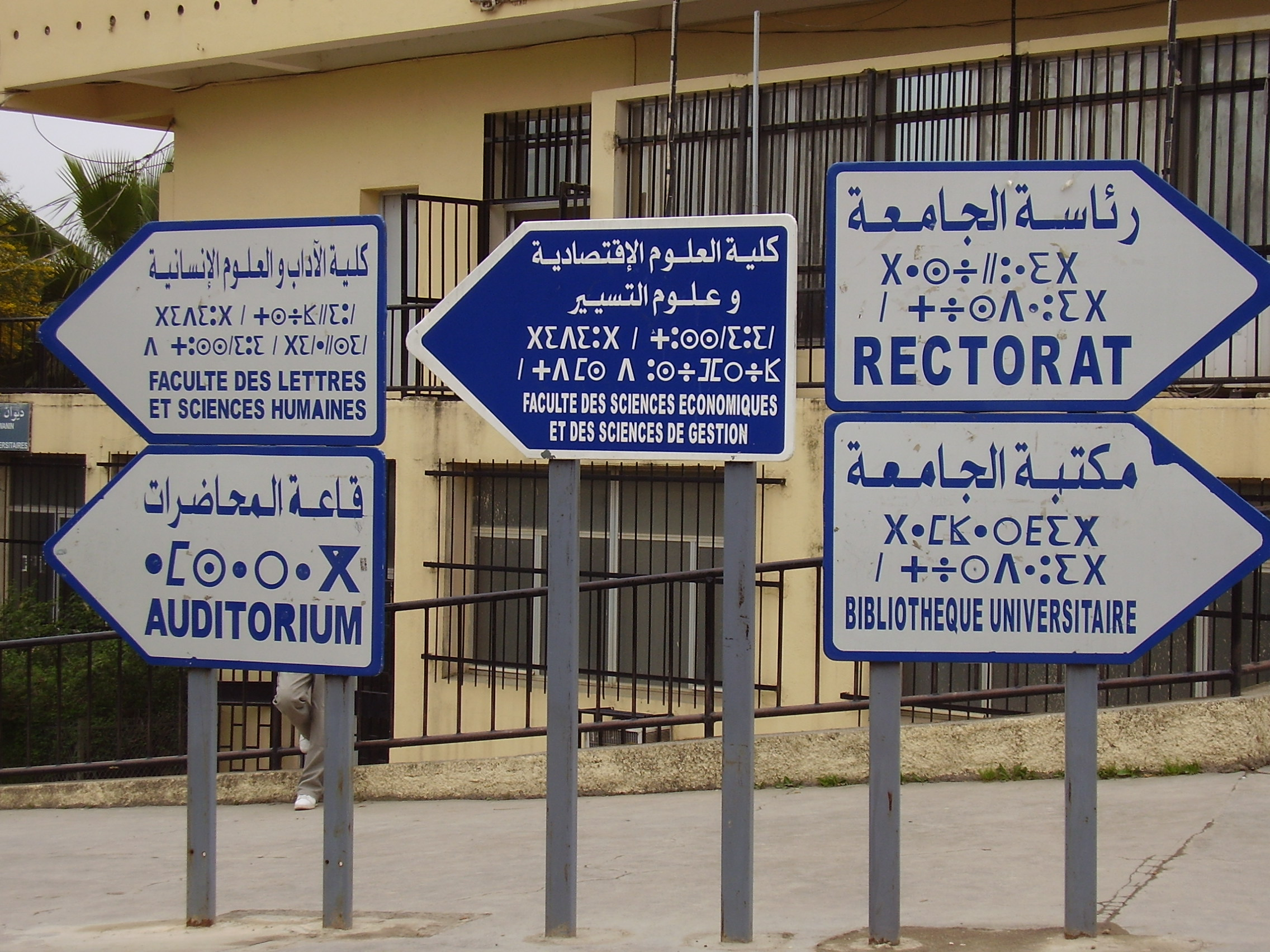
Rètols trilingües

La Cabília (amazic: Tamurt n Iqbayeliyen) és una regió muntanyenca de Magrib al nord d'Algèria.
El territori és part de la serralada de l'Atles i limita al nord amb la Mediterrània. La Cabília és habitada pel poble amazic. Dins el seu territori, hi ha diverses wilayes (províncies islàmiques) importants com Tizi Ouzou o Bugia i d'altres menys conegudes, com ara Bouira, Bordj Bou Arreridj, M'Sila, Jijel, Boumerdès i Setif.

## Etimologia
El seu nom prové de l'àrab al-qabā'il ('les tribus'), però els seus habitants l'anomenen Tamurt Idurar ('Terra de les muntanyes') o Tamurt Leqvayel ('Terra dels cabilencs').
El nom del país prové de l'àrab Bilad al-Kabail ('País de les tribus', kabail és el plural de kabila, que es pot traduir per 'agrupació' o 'tribu') i fou donat pels historiadors principalment per a ús dels estrangers.
Diversos topònims del Solsonès, com ara «Cavallol», «El Cavall» i «Cavall», probablement tenen el mateix origen etimològic i daten de l'època islàmica.

## Gran Cabília i Petita Cabília
La Cabília està formada per dues parts o regions naturals: Gran Cabília, Petita Cabília i dues subregions: Baixa Cabília i Cabília Oriental.
La Gran Cabília, la formen les terres entre la serralada de Mizrana (al darrere de la zona costanera, entre Dellys i Tigzirt), continuant cap al sud la vall del Sebaou, després el massís de Tizi Ouzou, la serralada de Djurdjura i la vall del Soummam. Tota la zona és de població amaziga i la població resta aferrada a la seva llengua i costums.
La Baixa Cabília és una subregió (avui fortament arabitzada) entre la Mitidja i la vall baixa del Sebaou, que forma principalment avui dia la wilaya de Boumerdès. Abans, s'anomenava Baixa Cabília la Petita Cabília. En oposició, la Gran Cabília era l'Alta Cabília.
La Petita Cabília està formada per Bidjaya i la vall baixa del Soummam, la serra dels Babors i el massís de Collo. L'arabització arriba a la meitat de la població.
La Cabília Oriental, subregió de la Petita Cabília, té la vida urbana més desenvolupada i se centra en les viles de Constantina, Skkida, Guelma, Annaba i Souk-Ahras, i les muntanyes i territoris de l'entorn. Està gairebé arabitzada.
Només la primera és àmpliament amazigòfona mentre que la segona és bilingüe, i les subregions són de majoria arabòfona i l'amazic és progressivament més feble, encara que els costums amazics hi estan generalitzats.

## Població
La Cabília està habitada pels cabilencs, ètnia d'origen amazic i amazigòfona, la segona aglomeració d'amazics en importància darrere dels chleuhs, del sud del Marroc. L'aspecte físic dels cabilencs s'assembla més als europeus que als àrabs i és difícil distingir-los de tots els pobles del sud d'Europa, pels marcats trets mediterranis que uneixen els habitants d'aquestes terres, que estan estretament emparentats amb els primers habitants de les Illes Canàries, els guanxes. La densitat de població és molt alta per la productivitat del territori. El 1966, era de 140 habitants per km² a la Gran Cabília (Tizi Ouzou) i entre 95 i 140 a la Petita Cabília (Bidjaya, Collo, Skikda i Annaba).

## Emigració
A mitjans del passat segle xx, la Cabília va patir una forta pèrdua de població a causa de l'emigració de molts dels habitants a Europa, sobretot a França, i també a la resta del país, fins al punt que, a la capital, Alger, representen la meitat de la població total de la ciutat. Des del 1985, el govern francès va ajudar a la industrialització de la zona per crear feina i facilitar el retorn dels emigrats.

## Religió
Després del pas dels romans per la zona, el cristianisme i el judaisme van deixar pas, cap al segle x, a l'islam, majoritari en totes les tribus amazigues de la zona, fins avui en dia, on encara persisteix aquesta religió amb força en tot el territori. L'islam de la zona és més pietista que dogmàtic; a la zona, hi ha nombroses confraries, entre les quals la principal és la fundada al segle xviii per Sidi Muhammad Abd al-Rahman Abu Kabrayn (Bu Kabrin, 1715-1798). Els cabilencs creuen en general en Déu, en el Profeta, en els sants i en les forces benèfiques o malèfiques.

## Llengua
Els seus gairebé 6 milions d'habitants parlen la llengua cabilenca, similar a totes les llengües amazigues de tot el nord del Magrib. Des de la primavera del 1980, són el poble més actiu que lluita pel reconeixement dels costums amazics a Algèria.

## Economia
L'activitat econòmica principal n'és l'agricultura, oliveres i arbres fruiters i també l'artesania, tapissos i terrisses principalment, així com l'orfebreria. També distribueix aigua potable per tot Algèria i rep molts diners dels enviats pels familiars que estan treballant fora de la regió i en altres països. També està començant a sorgir amb força la indústria turística a la regió.

## Història
La regió, especialment la Gran Cabília, fou poc romanitzada i ha deixat poques restes fora dels establiments costaners. L'islam hi va penetrar més profundament. Dels dos primers segles de l'islam, no hi ha referències clares de la penetració de la religió, que sens dubte es va produir, encara que de manera superficial. A les muntanyes Babors, els amazics kutama eren musulmans i van acollir el dai fatimita Abu Abd Allah al-Xii al final del segle ix, cosa que prova la introducció de la civilització àrab, que en canvi no es va produir a la Gran Cabília.
El territori va conservar una àmplia autonomia sota successives dominacions externes més o menys nominals. Després dels almohades, va estar sota autoritat dels hàfsides d'Ifríqiya o dels zayyànides de Tlemcen, que es van alternar en el domini; fins i tot, els marínides de Fes la van dominar breument en alguns moments. Al segle xvi, Arud i després Khayr al-Din Barba-rossa van tenir com a centre d'operacions la regió de Jijel (Djidjelli, en català Giger) i els massissos de la Cabília separaven aquesta zona d'Alger, que era el seu objectiu final. Els pirates van haver de tenir en compte aquestes poblacions que dominaven, ja que era la ruta entre la base i el centre del poder polític. Els cabilencs estaven aleshores dividits en tres estats, que els historiadors europeus anomenen:
- Regne de Kuko.
- Regne de Labes (territori dels Banu Abbas).
- Principat dels Banu Djubar.

Al segle xvii, aquests estats van donar pas a confederacions tribals que, al segle xvii, estaven sota autoritat de dos cadis al servei dels otomans: el de Boghni i el de Sebaou (prop de Bugia). Aquests cadis recaptaven els impostos, garantien l'ordre i disposaven d'uns centenars de geníssers distribuïts en fortins, amb unes tropes auxiliars negres (abid); intervenien molt poc en els afers interns locals i dominaven el país per la constant amenaça a un bloqueig que els cabilencs no podien aguantar, ja que per la seva densitat de població els recursos procedents de fora i la sortida dels productes propis era indispensable. Els otomans jugaven hàbilment amb les divisions tribals o personals i afavorien els caps religiosos, als quals finançaven la construcció d'edificis com mesquites o zawiyes. Així, la dominació otomana a la Cabília fou suau, respectuosa amb l'autonomia de les poblacions, i no va deixar mal record; en la poesia popular, el turc és valent i digne, i un cabilenc és elogiat si és comparat amb un turc. Així, els cabilencs es va regir com a petites repúbliques municipals (cada poble era un thaddarth subdividit en fraccions menors) confederades (però les confederacions eren relativament petites; diversos thaddarths lligats per obligacions recíproques formaven una tribu o ash, i diverses tribus formaven una thakbilth, àrab: kabila). El 1830, hi havia 1.400 thaddarths que formaven 120 tribus; no s'indica el nombre de confederacions, ja que era variable; a més, diverses confederacions es podien aliar per a una tasca concreta (generalment, militar) de manera temporal. Cada thaddarth estava administrat per l'assemblea (thadjmaith, àrab: djamaa) amb un president (amokkran o amghar, àrab: amin) i uns controladors (plural: temman, singular: tamen, àrab: damin). Aquesta organització es reproduïa en la tribu i en la confederació. Les assemblees, com és habitual, estaven controlades, de fet, pels notables.
El 1830, després de desembarcar-hi els francesos, les guarnicions turques van evacuar el país, però els francesos no hi van entrar. Cabília va quedar independent. El governador militar francès Louis, comte de Chaisne de Bourmont (1773-1846, governador militar: juliol i agost del 1820), va intentar immediatament crear unitats locals amb els zwawa cabilencs (que foren coneguts com a zuaus, zuavos, etc.), cosa que va formalitzar el seu successor Bertrand, comte Clauzel, l'1 d'octubre del 1830.
Abd al-Kader va considerar Kabylia (Cabília) dins la seva zona demarcada pel tractat de Tafna (30 de maig del 1837) i va nomenar un khalifa ('delegat') a Sebou, però en general els cabilencs no el van reconèixer com a soldà.
El governador general Thomas Robert Bugeaud, marquès de la Piconnerie (i des del 1844, duc d'Isly) (1784-1849), nomenat el 1840 i que hi havia arribat el febrer del 1841, va haver de combatre amb Abd al-Kader, que el 1839 havia reprès la guerra; el 1843, Abd al-Kader havia estat expulsat cap al Marroc; l'acolliment del rebel pel soldà marroquí va provocar un enfrontament amb els francesos, que va culminar amb la victòria francesa en la Batalla de l'Isly, el 14 d'agost del 1844. Llavors, Bugeaud es va poder dirigir a la Cabília i va ocupar Dellys. El 1847, hi va fer una nova campanya (contra els desitjos del govern) i va obtenir alguns èxits a la perifèria, però no va entrar a les zones de muntanya.
Després de l'elecció del príncep president Lluís Napoleó a França, el 1851, es va fer una nova campanya en el país durant el govern d'Aimable-Jean-Jacques Pélissier (1794-1864), que va exercir durant uns 7 mesos del 1851, dirigida contra el xèrif Abu Baghla i una segona contra el massís dels Babors, dirigida pel general Saint Arnaud, que va culminar amb l'ocupació de Djidjelli. Però el massís de Djurdjura restava hostil als francesos, agitat per la confraria dels Rahmaniyya.
La seva conquesta es va encarregar al governador Jacques Louis César Alexandre, comte de Randon (1795-1871) (governador de l'11 de desembre del 1851 al 31 d'agost del 1858). Fou una campanya complexa per les dificultats orogràfiques i la resistència de les tribus; la resistència estava encapçalada per Mohamed ben Abdallah, conegut com a Bou Baghla, un antic oficial d'Abd al-Kader i a la seva mort, el 26 de desembre del 1854, la seva enamorada cabilenca Lalla Fatma N'Soumer, fou escollida per una assemblea de combatents (abril del 1855) com a nova líder de la resistència, assistida pels seus germans. Després de dos anys de combats parcials, el 17 de maig del 1857, el ja mariscal comte de Randon va iniciar l'ofensiva final amb 45.000 soldats; el 14 de juny, els francesos van construir Fort Napoleon, el 24 de juny, van vèncer Icherriden i, el 28 de juny, les principals tribus van capitular; el darrer poble mantingut pels cabilencs, Takhlijt n At Aadsou, fou ocupat l'11 de juliol. Lalla Fatma fou feta presonera (va morir el 1863). La Gran Cabília va quedar sotmesa; els cabilencs van entregar ostatges, van pagar tributs i van aconseguir mantenir el seu règim municipal.

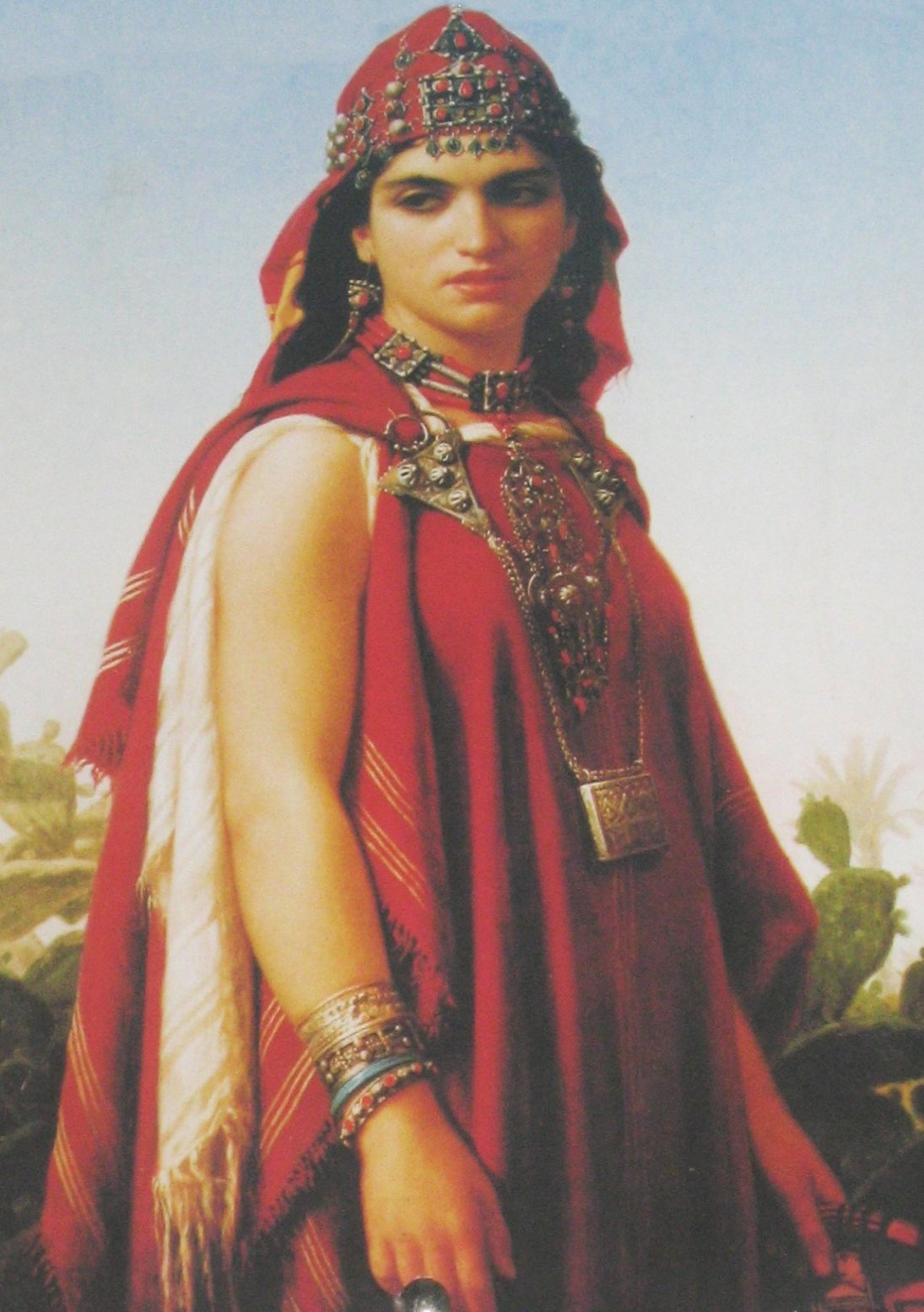
Lalla Fatma

El 8 d'abril del 1871, les dues Cabílies es van revoltar dirigides principalment pel xeic Mohammed al-Mokrani; mort en combat el xeic el 5 de maig de 1871, el seu germà Boumezreg va seguir la lluita fins que fou capturat el 20 de gener de 1872, en què la revolta es pot donar per acabada; la repressió va comportar expropiacions de terres i multes; les assemblees municipals foren suprimides però els amins van conservar els seus llocs; es van introduir jutges de pau francesos en comptes dels tradicionals, però amb missió d'aplicar els costums locals.
El 1880, la Gran Cabília fou dividida en quatre comunes mixtes i quatre cantons judicials i es va iniciar una política d'afrancesament; la situació va durar fins que fou revertida per Jules Cambon (1845-1935, governador del 18 d'abril del 1891 a l'1 d'octubre del 1897). Es va iniciar el 1898 el temps de les Delegacions Financeres amb 6 delegats cabilencs (4 de la Gran Cabília) d'un total de 21 delegats indígenes; després d'un temps d'afavorir els cabilencs, va retornar la política d'afrancesament, sobretot utilitzant l'escola, que en aquesta zona estava més desenvolupada que en la resta del país (vers 1905-1910). A partir d'aquesta època, es va iniciar l'emigració cap a França ampliada durant la I Guerra Mundial. Al final de la guerra, els capitals que van arribar al país procedents d'aquests emigrants, foren considerables.
Molts cabilencs van participar, el 1926, a París en la fundació de l'Estel Nord-africà, propiciat pel Partit Comunista Francès. El 1927, l'organització va quedar sota la direcció de Messali Hadjdj, i aviat va reclamar la independència. La revolta algerianocabilenca va esclatar a la Petita Cabília (els Babors) el 1945, però fou reprimida.
El 1947, un grup de cabilencs dirigits per Belkasem Krim (Ibn al-Kasim Karim) va passar a la clandestinitat i va servir de nucli en la revolució del 1954. Del 1955 al 1957, la revolució fou dirigida pel cabilenc Ramdan Aban, quan es va celebrar el congrés del riu Soummam (agost del 1956). Aban va morir en circumstàncies fosques el 1959; Krim fou un dels negociadors dels acords d'Evian que van posar fi a la guerra (març del 1962). El comandament militar de la Gran Cabília del Front Nacional d'Alliberament, al final de la guerra, estava en mans del coronel cabilenc Mohand u l-Hadj. Aviat es van iniciar lluites pel poder entre Krim i d'altres, i dirigents algerians que retornaven de l'estranger.
El 1963, la Cabília va entrar en dissidència dirigida per Aït Ahmed i el coronel Mohand (29 de setembre del 1963), quan es va dissoldre el Front de Forces Socialistes fundat per Aït Ahmed. El conflicte fronterer amb Marroc, que va esclatar llavors, va evitar la lluita civil a la Cabília i es va arribar a un acord el 20 d'octubre, en el qual Aït Ahmed no va voler participar i va restar a les muntanyes organitzant la lluita armada. El 1964, encara es van produir dos petits aixecaments a la Cabília i la participació en les eleccions legislatives del 20 de setembre del 1964 fou més fluixa que en la resta del país (57,38% de votants amb un nombre important de vots blancs). El 17 d'octubre del 1964, Aït Ahmed fou arrestat, condemnat a mort i perdonat (12 d'abril del 1965); va fugir el 30 d'abril del 1966 i es va establir a l'estranger. Krim va fundar també un moviment d'oposició a l'estranger el 15 d'octubre del 1967. Encara en les eleccions municipals del febrer del 1967, el percentatge de participació a la Cabília fou més fluix que en la resta del país. El 1968, el govern hi va iniciar un programa de desenvolupament econòmic.
Durant anys, l'amazic fou ignorat i es van portar a terme diverses mesures d'arabització; la llengua i la cultura amazigues foren prohibides.

## Darrers esdeveniments
El 1980, es van produir manifestacions demanant l'oficialització de la llengua amaziga, en el qual fou anomenat la primavera berber (en amazic, Tafsut Imazighen o simplement Tafsut que vol dir "primavera"). El primer esdeveniment fou el 10 de març del 1980, quan fou prohibida una conferència de l'intel·lectual Mouloud Mammeri a la universitat Hasnaoua de Tizi-Ouzou. Van seguir manifestacions i, el 20 d'abril, foren detinguts centenars d'activistes amazics, estudiants, metges, mestres, i això provocà l'esclat d'una vaga general. Les manifestacions van continuar, però la repressió va poder amb el moviment; tanmateix, va deixar un sentiment de gran calada entre els amazics, i molts dels seus líders van sorgir aleshores; organitzacions com l'Agrupació per la Cultura i la Democràcia (Rassemblement pour la Culture et la Démocratie, RCD) i el Moviment per l'Autonomia de la Kabylie (Mouvement pour l'Autonomie de la Kabylie MAK) del cantant Ferhat Mehenni, van néixer de les mobilitzacions d'aquests mesos.

Bandera del RCD

Després del 1992, amb la supressió del règim de partit únic, la pseudodemocràcia va continuar l'arabització. El 1994-1995, es va produir un boicot a les escoles conegut com la vaga de les carteres d'escola. El juny i juliol del 1998, l'assassinat del cantant i líder de la consciència amaziga Lounès Matoub i la llei que obligava a l'ús de l'àrab en tots els camps van produir una agitació que va culminar l'abril del 2001 en l'anomenada Primavera Negra, amb forts disturbis i l'emergència del moviment anomenat Arouch, que restablia els consells assemblearis tradicionals; l'assassinat del jove cabilenc Masinissa Guermah pels gendarmes algerians va estar a punt de fer degenerar el moviment en violent, però finalment es va poder reconduir amb notables concessions del govern d'Abdelaziz Bouteflika. L'amazic és ara llengua nacional a Algèria (nacional, però no oficial) i algunes altres peticions menors s'hi han aconseguit.

## Cabilencs il·lustres
- Lounès Matoub (1956-1998), poeta i cantant (símbol de resistència dels joves cabilencs).
- Mouloud Mammeri (1917-1989), escriptor.
- Idir, cantant.
- Fellag, actor i escriptor.
- Zinédine Zidane, futbolista francès de pares cabilencs.
- Mouloudji, cantant.
- Edith Piaf, cantant francesa de mare cabilenca.
- Daniel Prevost, actor francès de pare cabilenc.
- Dany Boon, humorista francès de pare cabilenc.
- Isabelle Adjani, actriu de pare cabilenc.
- Rabah Madjer, futbolista retirat.
- Yasmine Bleeth, actriu americana de mare cabilenca.
- Abu l-Abbas Ahmad ibn Ammar, poeta del segle xviii.